# Jarkko Oikarinen
Jarkko Oikarinen (Kuusamo, 16 agosto 1967) è un informatico finlandese, sviluppatore del primo network di chat su Internet, chiamato Internet Relay Chat (IRC), dove è conosciuto con il nickname di WiZ.
Mentre lavorava alla Università di Oulu in Finlandia nell'agosto 1988, Jarkko scrisse il primo server IRC (IRCd) ed il primo client IRC, che ha prodotto per sostituire il programma MUT (MultiUser Talk) usato sulla BBS OuluBox finlandese. Usando il sistema Bitnet Relay chat come ispirazione, Oikarinen ha continuato a sviluppare IRC per altri quattro anni, ricevendo assistenza da Darren Reed il coautore del protocollo IRC. Nel 1997, lo sviluppo di IRC ha fatto guadagnare ad Oikarinen un Dvorak Award nella categoria Personal Achievement—Outstanding Global Interactive Personal Communications System. Nel 2005, la fondazione Millennium Technology Prize (un produttore finlandese di partenariato pubblico-privato), lo ha onorato con uno speciale riconoscimento di tre premi.
Avendo ottenuto il Ph.D. (dottorato di ricerca) presso l'Università di Oulu nel 1999 in Finlandia, Oikarinen continua a fare ricerca principalmente in computer grafica e imaging biomedico, i suoi sforzi su quest'ultimo campo concentrati sulla telemedicina, rendering volumetrico e tomografia computerizzata. Oikarinen è anche partner e capo software architect (CSA) presso una software house che sviluppa giochi elettronici chiamata Numeric Garden ad Espoo ed è il capo di ricerca e sviluppo presso la Capricode ad Oulu, software house che sviluppa applicazioni per le telecomunicazioni.
Oikarinen e sua moglie, Kaija-Leena, sono sposati dal 1996 ed hanno tre figli: Kasper (il più grande), Matleena, and Marjaana (i più giovani) .
Oikarinen sta attualmente lavorando per Google in Svezia..